# BlackAF
BlackAF (ou #blackAF) é uma sitcom americana criada por Kenya Barris e lançada na Netflix. A primeira temporada da série estreiou em 17 de abril de 2020.
Em junho de 2020, a série foi renovada para segunda temporada.

## Elenco
- Kenya Barris como Kenya Barris
- Rashida Jones como Joya Barris
- Iman Benson como Drea Barris
- Genneya Walton como Chloe Barris
- Scarlet Spencer como Izzy Barris
- Justin Claiborne como Pops Barris
- Ravi Cabot-Conyers como Kam Barris
- Richard Gardenhire Jr. como Brooklyn Barris

Ava DuVernay, Will Packer, Tyler Perry, Issa Rae, Tim Story, Scooter Braun & Lena Waithe fazem participações como eles mesmos na série.

## Episódios

### 1.ª temporada (2020)
| N.º na série | N.º na temp. | Título                                                                                       | Dirigido por    | Escrito por                 | Lançamento          |
| ------------ | ------------ | -------------------------------------------------------------------------------------------- | --------------- | --------------------------- | ------------------- |
| 1            | 1            | "because of slavery"                                                                         | Ken Kwapis      | Kenya Barris                | 17 de abril de 2020 |
| 2            | 2            | "because of slavery too"                                                                     | Ken Kwapis      | Kenya Barris                | 17 de abril de 2020 |
| 3            | 3            | "still...because of slavery"                                                                 | Rashida Jones   | Esa Lewis & Helen Krieger   | 17 de abril de 2020 |
| 4            | 4            | "yup, you guessed it. again, this is because of slavery"                                     | Ken Kwapis      | Doug Hall                   | 17 de abril de 2020 |
| 5            | 5            | "yo, between you and me... this is because of slavery"                                       | Kenya Barris    | Hale Rothstein              | 17 de abril de 2020 |
| 6            | 6            | "hard to believe, but still because of slavery"                                              | Kenya Barris    | Alison McDonald             | 17 de abril de 2020 |
| 7            | 7            | "i know this is going to sound crazy... but this, too, is because of slavery"                | Brennan Schroff | Hunter Covington            | 17 de abril de 2020 |
| 8            | 8            | "i know you may not get this, but the reason we deserve a vacation is... because of slavery" | Brennan Schroff | Danny Segal & Isaac Schamis | 17 de abril de 2020 |

## Produção

### Desenvolvimento
Netflix ordenou #blackAF (originalmente intitulado Black Excellence) como a primeira série sob o acordo de Barris.  Ao anunciar a produção do programa, a Netflix disse: "Inspirada na abordagem irreverente, altamente imperfeita e inacreditavelmente honesta de Barris em relação à paternidade, relacionamentos, raça e cultura, a Black Excellence procura abrir a cortina e reiniciar o 'seriado familiar' em um  maneira que nunca vimos antes."

### Seleção de elenco
Em 10 de maio de 2019, Kenya Barris e Rashida Jones foram escalados para os papéis principais. Em 20 de dezembro de 2019, Genneya Walton, Iman Benson, Scarlet Spencer, Justin Claiborn, Ravi Cabot-Conyers e Richard Gardenhire Jr. foram anunciados como membros adicionais do elenco.

## Recepeção
No Rotten Tomatoes, a série tem uma classificação de aprovação de 46% com base em 24 avaliações, com uma classificação média de 6.97/10. O consenso crítico do site declara: "Uma linha sólida e algumas críticas sociais afiadas não podem salvar #blackaf de se sentir mais como um reformado obsoleto do que um novo passo em frente para o criador Kenya Barris". No Metacritic, ele tem um peso pontuação média de 61 em 100 com base em 18 revisões, indicando "revisões geralmente favoráveis".